# Herðubreið
De Herðubreið (breed geschouderde) is een 1682 meter hoge tafelvulkaan in het noordoosten van IJsland. De Herðubreið is gelegen in het IJslandse binnenland in het lavaveld Óðáðahraun, niet ver van de Askjavulkaan. Het lavaveld is afkomstig van een zware uitbarsting van de Trölladyngja. De berg heeft zeer steile en onstabiele flanken waardoor de Herðubreið pas in 1908 voor het eerst werd beklommen. Voor de berg ligt de oase Herðubreiðarlindir met een camping, twee hutten en wandelpaden. In vroeger tijden leefden hier vogelvrijverklaarden.